# Lavoir de Bierry-les-Belles-Fontaines
Le lavoir de Bierry-les-Belles-Fontaines est un lavoir situé à Bierry-les-Belles-Fontaines, en France.

## Localisation
Le lavoir est situé dans le département français de l'Yonne, sur la commune de Bierry-les-Belles-Fontaines.

## Historique
L'édifice est inscrit au titre des monuments historiques en 1971.